# Alibánfa
Alibánfa (hongrois : Alibánfa [ˈɒlibaːnfɒ]) est une localité hongroise située dans le comitat de Zala. En 1871, Alibánfa a fusionné avec la localité de Lukafa.

## Histoire
La première mention écrite conservée de la localité remonte à 1414, sous le nom de Possessio Olywanchfalwa. Le préfixe Alibán dérive du nom de personne français Olivant, qui aurait été celui d'un ancien propriétaire terrien du village.
Au XVIe siècle, les invasions ottomanes ont plusieurs fois ravagé la localité, qui finit par être totalement dépeuplée à la fin du siècle.
Le 6 novembre 1699, le roi Léopold Ier de Hongrie octroya un domaine foncier à Mihály Tarródy, originaire de Tarród et Németszecsőd, ainsi qu'à son épouse, Éva Péter, veuve de Mihály Farkas d'Alsóeőr. Toutefois, les trois fils de Farkas Mihály et d'Éva Péter – János, Péter et István Farkas de Boldogfa – furent exclus de cette donation et intentèrent par la suite un procès contre leur beau-père pour revendiquer leur héritage.
En 1716, le roi Charles III de Hongrie fit à son tour don d'un domaine à la famille Farkas de Boldogfa, ce qui permit la réimplantation progressive du village.
Lors du recensement nobiliaire de 1790, István Tarródy, fils de Sándor Tarródy, était le seul propriétaire terrien d'Alibánfa. Toutefois, lors d'un recensement ultérieur en 1829, la famille Tarródy n'était plus mentionnée. À la place, figuraient les enfants de feu Károly Koltay (József, Károly, László et István), ainsi que József et László Sipos, descendants de János Simon, autrefois établi à Egyházasbük. De plus, József Simon de Egyházasbük (1775–1827), juge au tribunal et propriétaire terrien, était également cité. Ses enfants étaient nés à Ozmánbük, anciennement appelé Egyházasbük au Moyen Âge.
En 1871, Alibánfa fusionna avec la localité voisine de Lukafa.
Depuis les années 1950, une part importante des habitants d'Alibánfa se rend quotidiennement à Zalaegerszeg pour y travailler. Les services administratifs et éducatifs de la localité sont situés à Zalaszentiván.
Un corps de garde civil (polgárőrség) est actif dans la localité.

## Équipements

### Réseaux extra-urbains
La localité est située à 11 kilomètres au nord-est de Zalaegerszeg, le long de la rivière Zala. Elle est entourée à l'est et à l'ouest par des collines viticoles.
La route 7354 traverse le village du nord au sud, tandis qu'à sa périphérie nord, passe la route 7328, reliant Sümeg à Zalaegerszeg.
Alibánfa bénéficie d'une liaison fréquente en autobus avec Zalaegerszeg, le chef-lieu du comitat. À proximité immédiate du village, et en partie sur son territoire administratif, se trouve la gare ferroviaire de Zalaszentiván, desservie par la ligne Bajánsenye–Zalaegerszeg–Ukk–Boba.

## Patrimoine urbain
Située sur la rue Fő, l'église catholique d'Alibánfa est un édifice classé. La première église du village, dont la construction débuta en 1757, fut achevée en 1777, mais elle fut détruite au XIXe siècle.
En 1854, un nouvel édifice de style classique fut construit. Parmi ses éléments les plus anciens, on trouve deux chandeliers baroques. L'église fut agrandie en 1864, puis rénovée en 1937. À cette occasion, des fresques furent réalisées, représentant Saint Georges et Sainte Catherine d'Alexandrie.